# Cyriel Dessers
Cyriel Dessers, né le 8 décembre 1994 à Tongres en Belgique, est un footballeur international nigérian qui joue au poste d'attaquant aux Rangers FC. Il possède également la nationalité belge,.

## Biographie

### En sélections nationales
Né en Belgique d'un père belge et d'une mère nigériane, Dessers choisit de représenter le Nigeria au niveau international en décembre 2019.

Le 4 mars 2020, il est appelé par le sélectionneur du Nigeria, Gernot Rohr, dans l'équipe des joueurs convoqués pour les éliminatoires de la Coupe d'Afrique des nations contre la Sierra Leone. Dessers fait ses débuts lors d'un match amical contre la Tunisie (1-1) le 13 octobre 2020.

## Statistiques

### En club
| Saison                | Club                       | Championnat           | Championnat | Championnat | Championnat | Coupe nationale | Coupe nationale | Coupe nationale | Coupe de la Ligue | Coupe de la Ligue | Coupe de la Ligue | Supercoupe | Supercoupe | Supercoupe | Compétition(s) continentale(s) | Compétition(s) continentale(s) | Compétition(s) continentale(s) | Compétition(s) continentale(s) | Autres compétitions | Autres compétitions | Autres compétitions | Autres compétitions | Total | Total | Total |
| Saison                | Club                       | Division              | M.          | B.          | P.d.        | M.              | B.              | P.d.            | M.                | B.                | P.d.              | M.         | B.         | P.d.       | Comp.                          | M.                             | B.                             | P.d.                           | Comp.               | M.                  | B.                  | P.d.                | M.    | B.    | P.d.  |
| 2010-2011             | KSK Tongres                | Promotion C (D4)      | 1           | 0           | 0           | -               | -               | -               | -                 | -                 | -                 | -          | -          | -          | -                              | -                              | -                              | -                              | -                   | -                   | -                   | -                   | 1     | 0     | 0     |
| 2013-2014             | OH Louvain                 | Division 1            | 1           | 0           | 0           | -               | -               | -               | -                 | -                 | -                 | -          | -          | -          | -                              | -                              | -                              | -                              | PO3+TF              | 0+1                 | 0+0                 | 0+0                 | 2     | 0     | 0     |
| 2014-2015             | KSC Lokeren                | Division 1            | 15          | 0           | 0           | 3               | 3               | 0               | -                 | -                 | -                 | -          | -          | -          | C3                             | 3                              | 0                              | 0                              | PO2+BE              | 6+2                 | 4+0                 | 0+1                 | 29    | 7     | 1     |
| 2015-2016             | KSC Lokeren                | Division 1            | 10          | 0           | 1           | 0               | 0               | 0               | -                 | -                 | -                 | -          | -          | -          | -                              | -                              | -                              | -                              | PO2                 | 1                   | 0                   | 0                   | 11    | 0     | 1     |
| Sous-total            | Sous-total                 | Sous-total            | 25          | 0           | 1           | 3               | 3               | 0               | -                 | -                 | -                 | -          | -          | -          | -                              | 3                              | 0                              | 0                              | -                   | 9                   | 4                   | 1                   | 40    | 7     | 2     |
| 2016-2017             | NAC Breda                  | Eerste Divisie        | 36          | 22          | 13          | -               | -               | -               | -                 | -                 | -                 | -          | -          | -          | -                              | -                              | -                              | -                              | PO                  | 4                   | 7                   | 0                   | 40    | 29    | 13    |
| 2017-2018             | FC Utrecht                 | Eredivisie            | 29          | 9           | 3           | 2               | 2               | 1               | -                 | -                 | -                 | -          | -          | -          | C3                             | 5                              | 1                              | 1                              | PO                  | 3                   | 0                   | 0                   | 39    | 12    | 5     |
| 2018-2019             | FC Utrecht                 | Eredivisie            | 11          | 3           | 0           | 2               | 2               | 1               | -                 | -                 | -                 | -          | -          | -          | -                              | -                              | -                              | -                              | PO                  | 4                   | 2                   | 1                   | 17    | 7     | 2     |
| Sous-total            | Sous-total                 | Sous-total            | 40          | 12          | 3           | 4               | 4               | 2               | -                 | -                 | -                 | -          | -          | -          | -                              | 5                              | 1                              | 1                              | -                   | 7                   | 2                   | 1                   | 56    | 19    | 7     |
| 2019-2020             | Heracles Almelo            | Eredivisie            | 26          | 15          | 5           | 3               | 3               | 1               | -                 | -                 | -                 | -          | -          | -          | -                              | -                              | -                              | -                              | -                   | -                   | -                   | -                   | 29    | 18    | 6     |
| 2020-2021             | KRC Genk                   | Division 1A           | 28          | 4           | 1           | 2               | 0               | 2               | -                 | -                 | -                 | -          | -          | -          | -                              | -                              | -                              | -                              | PO1                 | 4                   | 3                   | 0                   | 34    | 7     | 3     |
| 2021-2022             | KRC Genk                   | Division 1A           | 3           | 0           | 2           | -               | -               | -               | -                 | -                 | -                 | 1          | 0          | 0          | C1                             | 2                              | 1                              | 0                              | PO2                 | -                   | -                   | -                   | 6     | 1     | 2     |
| 2022-2023             | KRC Genk                   | Division 1A           | 3           | 3           | 1           | -               | -               | -               | -                 | -                 | -                 | -          | -          | -          | -                              | -                              | -                              | -                              | PO1                 | -                   | -                   | -                   | 3     | 3     | 1     |
| Sous-total            | Sous-total                 | Sous-total            | 34          | 7           | 4           | 2               | 0               | 2               | -                 | -                 | -                 | 1          | 0          | 0          | -                              | 2                              | 1                              | 0                              | -                   | 4                   | 3                   | 0                   | 43    | 11    | 6     |
| 2021-2022             | Feyenoord Rotterdam (prêt) | Eredivisie            | 27          | 9           | 2           | 1               | 1               | 0               | -                 | -                 | -                 | -          | -          | -          | C4                             | 13                             | 10                             | 2                              | -                   | -                   | -                   | -                   | 41    | 20    | 4     |
| 2022-2023             | US Cremonese               | Serie A               | 26          | 6           | 2           | 3               | 1               | 0               | -                 | -                 | -                 | -          | -          | -          | -                              | -                              | -                              | -                              | -                   | -                   | -                   | -                   | 29    | 7     | 2     |
| 2023-2024             | Rangers FC                 | Premiership           | 30          | 13          | 4           | 4               | 3               | 0               | 4                 | 1                 | 1                 | -          | -          | -          | C1+C3                          | 4+7                            | 1+1                            | 2+1                            | PO                  | 5                   | 3                   | 1                   | 54    | 22    | 9     |
| 2024-2025             | Rangers FC                 | Premiership           | 30          | 12          | 2           | 2               | 3               | 1               | 4                 | 4                 | 2                 | -          | -          | -          | C1+C3                          | 2+12                           | 1+3                            | 0+2                            | PO                  | 5                   | 6                   | 0                   | 55    | 29    | 7     |
| 2025-2026             | Rangers FC                 | Premiership           | 2           | 0           | 0           | -               | -               | -               | -                 | -                 | -                 | -          | -          | -          | C1                             | 4                              | 1                              | 1                              | -                   | -                   | -                   | -                   | 6     | 1     | 1     |
| Sous-total            | Sous-total                 | Sous-total            | 62          | 25          | 6           | 6               | 6               | 1               | 8                 | 5                 | 3                 | -          | -          | -          | -                              | 29                             | 7                              | 6                              | -                   | 10                  | 9                   | 1                   | 115   | 52    | 17    |
| Total sur la carrière | Total sur la carrière      | Total sur la carrière | 277         | 96          | 36          | 22              | 18              | 6               | 8                 | 5                 | 3                 | 1          | 0          | 0          | -                              | 52                             | 19                             | 9                              | -                   | 35                  | 25                  | 3                   | 395   | 163   | 57    |

### En sélections nationales
| Saison                | Sélection             | Phases finales        | Phases finales | Phases finales | Phases finales | Éliminatoires CDM | Éliminatoires CDM | Éliminatoires CDM | Éliminatoires CAN | Éliminatoires CAN | Éliminatoires CAN | Matchs amicaux | Matchs amicaux | Matchs amicaux | Total | Total | Total |
| Saison                | Sélection             | Compétition           | M              | B              | Pd             | M                 | B                 | Pd                | M                 | B                 | Pd                | M              | B              | Pd             | M     | B     | Pd    |
| --------------------- | --------------------- | --------------------- | -------------- | -------------- | -------------- | ----------------- | ----------------- | ----------------- | ----------------- | ----------------- | ----------------- | -------------- | -------------- | -------------- | ----- | ----- | ----- |
| 2020-2021             | Nigeria               | -                     | -              | -              | -              | -                 | -                 | -                 | -                 | -                 | -                 | 1              | 0              | 0              | 1     | 0     | 0     |
| 2021-2022             | Nigeria               | -                     | -              | -              | -              | -                 | -                 | -                 | 0                 | 0                 | 0                 | 2              | 1              | 0              | 2     | 1     | 0     |
| 2022-2023             | Nigeria               | -                     | -              | -              | -              | -                 | -                 | -                 | -                 | -                 | -                 | 1              | 0              | 0              | 1     | 0     | 0     |
| 2023-2024             | Nigeria               | -                     | -              | -              | -              | -                 | -                 | -                 | -                 | -                 | -                 | 4              | 2              | 1              | 4     | 2     | 1     |
| Total sur la carrière | Total sur la carrière | Total sur la carrière | -              | -              | -              | -                 | -                 | -                 | 0                 | 0                 | 0                 | 8              | 3              | 1              | 8     | 3     | 1     |

### Matchs internationaux
| Matchs internationaux de Cyriel Dessers, | Matchs internationaux de Cyriel Dessers, | Matchs internationaux de Cyriel Dessers,       | Matchs internationaux de Cyriel Dessers, | Matchs internationaux de Cyriel Dessers, | Matchs internationaux de Cyriel Dessers, | Matchs internationaux de Cyriel Dessers, | Matchs internationaux de Cyriel Dessers,                                     |
| #                                        | Date                                     | Lieu                                           | Adversaire                               | Résultat                                 | Compétition                              | Club                                     | Notes                                                                        |
| ---------------------------------------- | ---------------------------------------- | ---------------------------------------------- | ---------------------------------------- | ---------------------------------------- | ---------------------------------------- | ---------------------------------------- | ---------------------------------------------------------------------------- |
| 1                                        | 13 octobre 2020                          | Jacques Lemans Arena (en), St. Veit, Autriche  | Tunisie                                  | N 1 - 1                                  | Match amical                             | KRC Genk                                 | Entre en jeu à la place de Ahmed Musa à la 72e minute de jeu.                |
| 2                                        | 29 mai 2022                              | AT&T Stadium, Arlington, États-Unis            | Mexique                                  | D 1 - 2                                  | Match amical                             | Feyenoord Rotterdam                      | Titulaire et buteur, remplacé par Chiamaka Madu (en) à la 81e minute de jeu. |
| 3                                        | 3 juin 2022                              | Red Bull Arena, New York, États-Unis           | Équateur                                 | D 0 - 1                                  | Match amical                             | Feyenoord Rotterdam                      | Titulaire.                                                                   |
| 4                                        | 27 septembre 2022                        | Stade Mustapha-Tchaker, Blida, Algérie         | Algérie                                  | D 1 - 2                                  | Match amical                             | US Cremonese                             | Entre en jeu à la place de Kelechi Iheanacho à la 85e minute de jeu.         |
| 5                                        | 22 mars 2024                             | Stade de Marrakech, Marrakech, Maroc           | Ghana                                    | V 2 - 1                                  | Match amical                             | Rangers FC                               | Titulaire et buteur, remplacé par Moses Simon à la 72e minute de jeu.        |
| 6                                        | 26 mars 2024                             | Stade de Marrakech, Marrakech, Maroc           | Mali                                     | D 0 - 2                                  | Match amical                             | Rangers FC                               | Entre en jeu à la place de Moses Simon à la 34e minute de jeu.               |
| 7                                        | 28 mai 2025                              | Gtech Community Stadium, Brentford, Angleterre | Ghana                                    | V 2 - 1                                  | Unity Cup 2025 (en)                      | Rangers FC                               | Titulaire et buteur.                                                         |
| 8                                        | 31 mai 2025                              | Gtech Community Stadium, Brentford, Angleterre | Jamaïque                                 | N 2 - 2 5-4 t.a.b                        | Unity Cup 2025 (en)                      | Rangers FC                               | Titulaire, remplacé par Christantus Uche à la 75e minute de jeu.             |

### Buts internationaux
| Buts internationaux de Cyriel Dessers, | Buts internationaux de Cyriel Dessers, | Buts internationaux de Cyriel Dessers,         | Buts internationaux de Cyriel Dessers, | Buts internationaux de Cyriel Dessers, | Buts internationaux de Cyriel Dessers, | Buts internationaux de Cyriel Dessers, | Buts internationaux de Cyriel Dessers, | Buts internationaux de Cyriel Dessers, | Buts internationaux de Cyriel Dessers, |
| #                                      | Date                                   | Lieu                                           | Adversaire                             | Résultat                               | Compétition                            | Détail                                 | Détail                                 | Détail                                 | Cape                                   |
| -------------------------------------- | -------------------------------------- | ---------------------------------------------- | -------------------------------------- | -------------------------------------- | -------------------------------------- | -------------------------------------- | -------------------------------------- | -------------------------------------- | -------------------------------------- |
| 1                                      | 29 mai 2022                            | AT&T Stadium, Arlington, États-Unis            | Mexique                                | D 1 - 2                                | Match amical                           | 54e                                    | de la tête                             | 1-1                                    | 2e                                     |
| 2                                      | 22 mars 2024                           | Stade de Marrakech, Marrakech, Maroc           | Ghana                                  | V 2 - 1                                | Match amical                           | 38e (pen.)                             | du pied droit                          | 1-0                                    | 5e                                     |
| 3                                      | 28 mai 2025                            | Gtech Community Stadium, Brentford, Angleterre | Ghana                                  | V 2 - 1                                | Unity Cup 2025 (en)                    | 14e                                    | du pied droit                          | 0-1                                    | 7e                                     |

## Palmarès

### En club
|  |  | KRC Genk - Championnat de Belgique : - Vice-champion : 2021 et 2023. - Coupe de Belgique (1) : - Vainqueur : 2021. - Supercoupe de Belgique : - Finaliste : 2021. |  | Feyenoord Rotterdam - Ligue Europa Conférence - Finaliste : 2022. |  | Rangers FC - Coupe de la Ligue (1) : - Vainqueur : 2023. - Finaliste : 2024. |

### En sélections nationales
|  |  | Nigeria - Unity Cup (1) : - Vainqueur : 2025 (en). |

### Distinctions individuelles
- Meilleur buteur de la Eredivisie en 2020 (15 buts).
- Meilleur buteur de la Ligue Europa Conférence 2021-2022 (10 buts).